# Ruth Hagengruber
Ruth Hagengruber (Regen, 1958) es una filósofa alemana, actualmente profesora titular y jefa del departamento de filosofía en la Universidad de Paderborn. 

## Trayectoria
Hagengruber nació en 1958 en Regen. Obtuvo su doctorado en filosofía por la Universidad de Múnich y ha sido profesora de filosofía en la Universidad de Koblenz-Landau y la Universidad de Colonia antes de aceptar su puesto de profesora titular y jefa del departamento de filosofía en Paderborn. Actualmente es directora del centro Historia de Filósofas y Científicas, que tiene como objetivo reformular la presencia de mujeres en la tradición del pensamiento filosófico y científico.
En abril de 2015, se creó el primer Máster conjunto llamado Erasmus dedicado al estudio de la historia de mujeres filósofas entre la Universidad de Paderborn y la Universidad de Yeditepe de Estambul.

## Obras
Hagengruber ha editado varios textos sobre la historia de mujeres filósofas, entre ellos, The History of Women's Ideas, editado por Oxford University Press.
La especialidad de Hagengruber son los textos de la filósofa Emilie du Châtelet. En 2006 fundó el proyecto de investigación y enseñanza EcoTechGender.
Hagengruber define la economía, la tecnología y el género como los retos y factores desafiantes del futuro. "EcoTechGender", en la Universidad de Paderborn se dedica precisamente al análisis filosófico de la relación entre estos temas.
Hagengruber es miembro honorario de la International Association for Computing and Philosophy (IACAP) y miembro del Consejo Asesor del Munich Center for Technology in Society (MCTS) de la Universidad Técnica de Múnich.
En 2016, Hagengruber pronunció uno de los dos discursos principales del XVI Simposio de la Asociación Internacional de Filósofas en Australia.

## Publicaciones
- Hagengruber, Ruth, Riss, Uwe. (Eds.). 2014. Philosophy, Computing and Information Science. London: Pickering & Chatto;
- Hagengruber, Ruth, Ess, Charles. (Eds.). 2011. The Computational Turn: Past, Presents, Futures? Münster: MV-Wissenschaft;
- Hagengruber, Ruth, 2000. Nutzen und Allgemeinheit. Zu einigen grundlegenden Prinzipien der Praktischen Philosophie. Sankt Augustin: Academia.

## Enseñanza y áreas de investigación

### Historia de mujeres filósofas y científicas
El área de enseñanza e investigación "Historia de las mujeres filósofas", dirigida por Hagengruber, tiene como objetivo renovar la larga tradición de las mujeres en el ámbito de la filosofía. Ruth Hagengruber comenzó su curso "2600 años de historia de las mujeres filósofas" en 2011.

### Filosofía en los medios de comunicación
Con el proyecto "Filosofía en los medios de comunicación", la filosofía en Paderborn explora un camino pionero. Fue presentado por Hagengruber (filosofía), Gerhard E. Ortner (escenografía dramática), Ulrich Lettermann (música) y Bernhard Koch (cine) para presentar las ideas de las filósofas a través de representaciones de los estudiantes para el gran público. Estas representaciones incluyen los trabajos de filósofas y científicas como Emilie du Châtelet (1706-1749), Ada Lovelace e Isabel de Bohemia (1618-1680). Su último evento "Filosofía en directo" se centró en la influencia de Isabel de Bohemia en René Descartes. En diciembre de 2014, el proyecto ganó el Premio a la Innovación y la Calidad en la Enseñanza de la Universidad de Paderborn.